# Найт, Джон Прескотт
Джон Прескотт Найт (англ. John Prescott Knight; 1803, Стаффорд — 1881, Лондон) — английский художник-портретист и офортист. Секретарь Королевской академии художеств (1848—1873).

## Биография
Родился в семье актёра Эдварда Найта. Брал частные уроки рисования и живописи у Генри Сасса и Джорджа Клинта. В 1823 году поступил в Королевскую академию художеств, и уже в следующем году выставил два написанных им портрета.
В 1828 году его картины «Партия в вист» и «Список помещиков» (List, ye Landsmen) были выставлены в Британском институте развития изобразительного искусства в Великобритании. В 1835 году в Королевской Академии экспонировалось его полотно «Tam o' Shanter».
В 1836 году Д. Найт стал адъюнктом, а позже — профессором перспективы Королевской академии художеств (1839—1860).
Признанный портретист. Писал портреты многих известных британцев, среди которых герцог Артур Уэлсли Веллингтон (для Лондонского городского клуба), герцога Кембриджского (для больницы Христа), сэра Джорджа Барроуза (для Госпиталя Святого Варфоломея), а также ряда больших групповых портретов, таких как «Ватерлоо» (1842)
В 1844 году стал действительным членом Королевской Академии художеств, с 1848 до 1873 года служил её секретарём.
Был активным членом апостольской католической Церкви Эдварда Ирвинга.

## Галерея

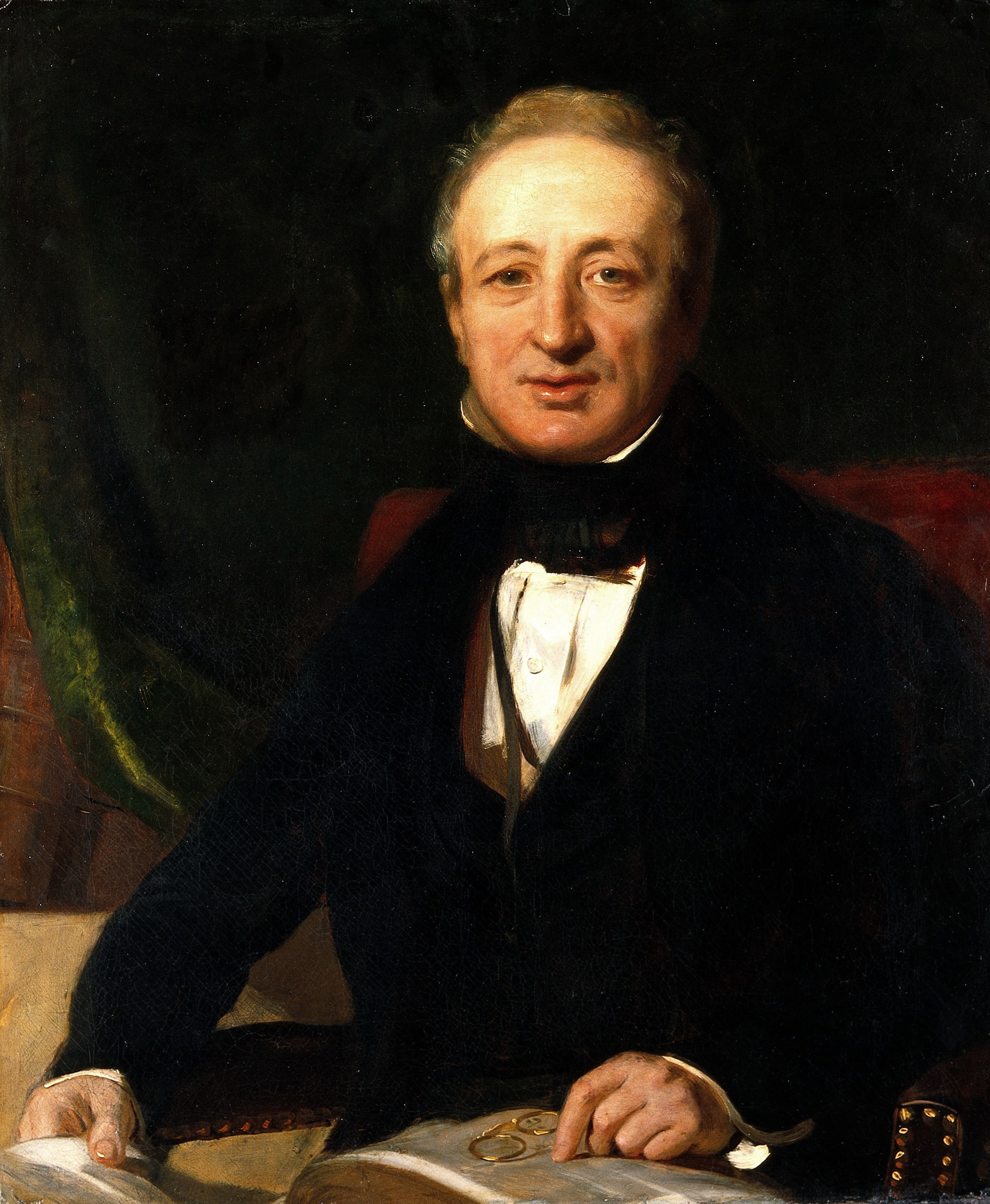
Портрет британского хирурга Джона Вильяма Фишера
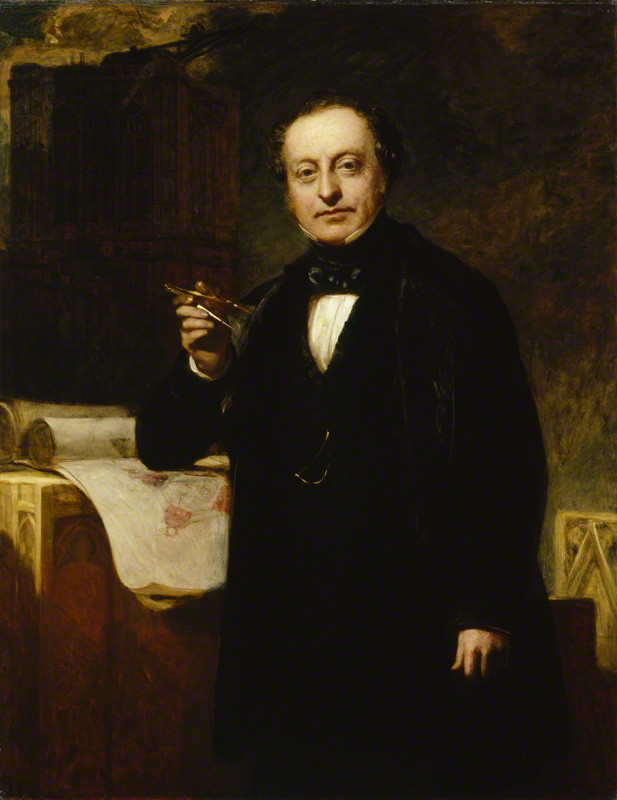
Портрет британского архитектора Чарльза Барри
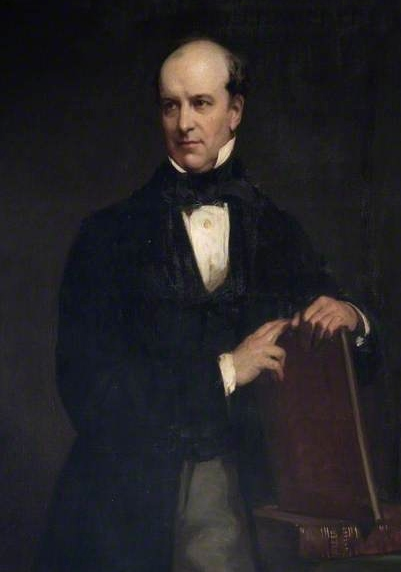
Портрет британского психиатра Вильяма Бали
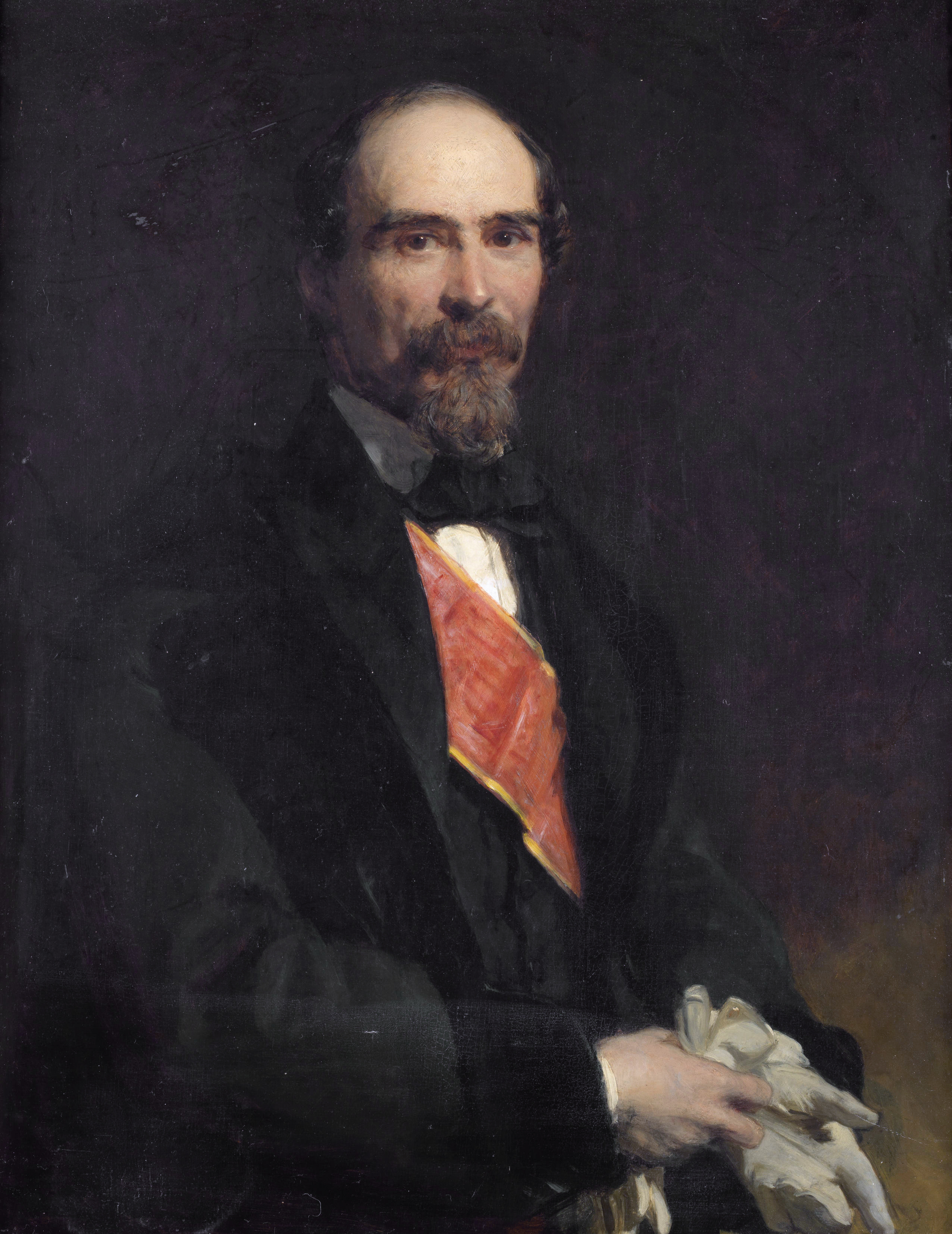
Портрет испанского генерала Рамона Кабрера